# 2 Pancerna Brygadowa Grupa Bojowa „Dagger Brigade”
2 Pancerna Brygadowa Grupa Bojowa „Dagger Brigade” (ang. 2nd Armored Brigade Combat Team, 1st Infantry Division) – ciężki brygadowy zespół bojowy przydzielony do 1 Dywizji Piechoty Armii USA stacjonującej w Fort Riley w stanie Kansas.

## Historia
2 Brygada została po raz pierwszy ukonstytuowana 24 maja 1917 roku jako Dowództwo 2 Brygady Piechoty 1 Dywizji Ekspedycyjnej, która później została oznaczona jako 1 Dywizja.

### I wojna światowa
Podczas I wojny światowej jednostka wyróżniła się udziałem w kampaniach w Montdidier-Noyon, Aisne-Marne, Meuse-Argonne, Lorraine i Picardy.
Po I wojnie światowej, 1 kwietnia 1921 Brygada została przemianowana na dowództwo i kompanię dowodzenia (HHC) 2 Brygady Piechoty, 23 marca 1925 roku na HHC 2 Brygady, i 24 sierpnia 1936 roku ponownie na HHC 2 Brygady Piechoty. 11 października 1939 została zwolniona z przydziału do 1 Dywizji i dezaktywowana 1 czerwca 1940 r.

### II wojna światowa
W 1942 roku jednostki wcześniej przydzielone do 2 Brygady brały udział w operacji Torch podczas lądowania w Afryce Północnej. 1 Dywizja Piechoty w tym czasie składała się z 3 pułków piechoty: 16, 18 i 26, z których wszystkie wyróżniły się w boju od bitwy na przełęczy Kasserine do ostatecznej porażki Rommla w bitwie pod Al-Alamajn. Jednostki te zostały następnie przeniesione do obozu Tidworth w Wiltshire w Anglii w oczekiwaniu na inwazję przez kanał pod koniec 1942 roku ale następną operacją desantową, jaką miała podjąć jednostka była Operacja Husky na Sycylii. Następnie jednostki wróciły do Anglii w celu przygotowań do operacji Overlord - inwazji na okupowaną Francję, a jednostki 1 Dywizji uczestniczyły w kampanii normandzkiej przez całe lato 1944 i późniejszych operacjach we Francji i Niemczech do końca wojny.
Po powrocie do Stanów Zjednoczonych, 30 czerwca 1943 jednostka została przemianowana na dowództwo i kompanię dowodzenia 2 Brygady Piechoty Powietrznodesantowej i aktywowana w Camp Mackall w Karolinie Północnej. Brygada została rozwiązana 15 stycznia 1945 r.

### Zimna wojna
12 lutego 1958 2 Brygada 1 Dywizji Piechoty została odtworzona i aktywowana 15 lutego 1958 w Fort Devens w stanie Massachusetts. Kolejne 5 lat jednostka ćwiczyła w północnym Massachusetts na Cape Cod. Brygada była przygotowana do wsparcia lądowania piechoty morskiej w kryzysie libańskim, ale nie została użyta.
19 lutego 1962 w Fort Devens została dezaktywowana, a 23 października 1963 została przemianowana na dowództwo i kompanię dowodzenia 2 Brygady 1 Dywizji Piechoty i w styczniu 1964 przeniesiona z pozostałymi jednostkami 1 Dywizji do Fort Riley w Kansas, gdzie została reaktywowana.

### Wojna wietnamska
We wrześniu 1965 2. Brygada została wysłana do Republiki Wietnamu, gdzie zdobyła 15 haftowanych wstęg za kampanie wojenne. Brygada wróciła do Fort Riley w 1969 roku.

### Azja Południowo-Zachodnia
Brygada ponownie wzięła udział w akcji w grudniu 1990 roku, kiedy wraz z innymi elementami 1 Dywizji Piechoty została rozmieszczona w Azji Południowo-Zachodniej. W Operacji Pustynna Burza Brygada zdobyła wstęgi bojowe za obronę Arabii Saudyjskiej i wyzwolenie Kuwejtu.

### Wojna w Chorwacji
15 lutego 1996 2 Brygada została przeniesiona wraz z resztą 1 Dywizji Piechoty w Europie do niemieckiego miasta Schweinfurt. W lutym 1996 roku 2 Brygada wysłała jednostki do Bośni i Hercegowiny w celu wzięcia udziału w operacji Joint Endeavour z 1 Dywizją Pancerną. 7 października tego samego roku cały Zespół Bojowy 2 Brygady został wysłany do Bośni jako osłona przerzutu 1 Dywizji Pancernej do Niemiec. 2 Brygadowy Zespół Bojowy uczestniczył w operacjach Joint Endeavour i Joint Guard w Bośni. 10 listopada 1996 r. 2 Brygada przejęła odpowiedzialność za amerykański sektor Wielonarodowej Dywizji Północ. 20 grudnia 1996, po ustabilizowaniu się sytuacji w Bośni Brygada weszła w skład Sił Stabilizacyjnych NATO (SFOR). W maju 1997 Brygada została przerzucona do Schweinfurtu, pozostawiając oddział specjalny 1-77 AR (1 batalion 77 pułku pancernego), który pozostał w Bośni do listopada 1997 r.

### Operacja Atlantic Resolve
2. Brygadowy Zespół Bojowy 1 Dywizji Piechoty został wysłany do EUCOM w ramach operacji Atlantic Resolve we wrześniu 2017 r.

## Struktura organizacyjna
Skład 2022
- HHC
- 1 batalion 63 pułku pancernego „Dragons” (1-63 AR)
- 1 batalion 18 pułku piechoty „Vanguards” (1-18 INF)
- 2 batalion 70 pułku pancernego „Strike Swiftly” (2-70 AR)
- 5 szwadron 4 pułku kawalerii „Long Knife” (5-4 CAV)
- 1 batalion 7 pułku artylerii polowej „First Lightning” (1-7 FAR)
- 82 batalion inżynieryjny „Blue Babe” (82 BEB)
- 299 Batalion Wsparcia Brygady „Dagger Lifeline” (299 BSB)

## Insygnia
11 grudnia 1980 2. Brygada otrzymała własne insygnia. Herb opisany jest jako „srebrne godło wysokości 1¼ cala, złożone z niebieskiego grota, na który nałożony jest srebrny lew”. Niebieski grot i srebrny lew pochodzą z dwóch pierwotnych pułków brygady: 26 pułku piechoty „Blue Spades” i 28 pułku piechoty „Black Lions”. Ponieważ zarówno 1. jak i 2. Brygada 1 Dywizji Piechoty zostały utworzone przed powstaniem Dywizji, są one uprawnione do wprowadzenia własnych insygniów.

## Rodowód
- Ustanowiona 24 maja 1917 w Armii Regularnej jako Dowództwo 2 Brygady Piechoty i przydzielona do 1 Dywizji Ekspedycyjnej (później przemianowanej na 1 Dywizję)
- Zorganizowana 8 czerwca 1917 w Nowym Jorku
- 1 kwietnia 1921 zreorganizowana i przemianowana na Dowództwo i Kompanię Dowodzenia 2 Brygady Piechoty
- 23 marca 1925 przemianowana na Dowództwo i Kompanię Dowodzenia 2 Brygady
- 24 sierpnia 1936 ponownie przemianowana na Dowództwo i Kompanię Dowodzenia 2 Brygady Piechoty
- Zwolniona 11 października 1939 z przydziału do 1 Dywizji
- Inaktywowana 1 czerwca 1940 w Fort Ontario w stanie Nowy Jork
- 30 czerwca 1943 przemianowana na Dowództwo i Kompanię Dowodzenia 2 Brygady Piechoty Powietrznodesantowej i aktywowana w Camp Mackall w Karolinie Północnej
- Rozwiązana 15 stycznia 1945 w Europie
- 12 lutego 1958 odtworzona w Armii Regularnej jako Dowództwo i Kompania Dowodzenia 2 Brygady Piechoty
- Aktywowana 15 lutego 1958 w Fort Devens w stanie Massachusetts
- 19 lutego 1962 w inaktywowana Fort Devens w Massachusetts;
- Przemianowana 23 października 1963 na Dowództwo i Kompanię Dowodzenia 2 Brygady 1 Dywizji Piechoty
- 2 stycznia 1964 aktywowana w Fort Riley w Kansas[2]

### Udział w kampaniach
I wojna światowa
- Montdidier-Noyon
- Aisne-Marne
- Saint-Mihiel
- Meuse-Argonne
- Lorraine 1917
- Lorraine 1918
- Picardy 1918

II wojna światowa
- Normandia

Wojna wietnamska
- Obrona
- Kontrofensywa
- Kontrofensywa, faza II
- Kontrofensywa, faza III
- Kontrofensywa Tết
- Kontrofensywa, faza IV
- Kontrofensywa, faza V
- Kontrofensywa, faza VI
- Tết 69 / Kontrofensywa
- Lato-jesień 1969
- Zima-wiosna 1970

Azja Południowo-Zachodnia
- Obrona Arabii Saudyjskiej
- Wyzwolenie i obrona Kuwejtu
- Zawieszenie broni

Wojna z terroryzmem
- Irak[2]

### Odznaczenia[2]
| Medal                                | Wstęga (streamer) | Haft na wstędze   |
| ------------------------------------ | ----------------- | ----------------- |
| Valorous Unit Award                  |                   | SAMARRA, IRAQ     |
| Meritorious Unit Commendation (Army) |                   | VIETNAM 1969      |
| Meritorious Unit Commendation (Army) | IRAQ 2006-2007    |                   |
| Meritorious Unit Commendation (Army) | IRAQ 2008-2009    |                   |
| Meritorious Unit Commendation (Army) | IRAQ 2010-2011    |                   |
| Superior Unit Award (Army)           |                   | 1996-1997         |
| Krzyż Waleczności z palmą            |                   | VIETNAM 1965-1968 |
| Civil Actions Medal I klasy          |                   | VIETNAM 1965-1970 |